# Hemicytheridea
Hemicytheridea is een geslacht van kreeftachtigen uit de klasse van de Ostracoda (mosselkreeftjes).

## Soorten
- Hemicytheridea bhatiai Varma, Shyam Sunder & Naidu, 1993
- Hemicytheridea cancellata (Brady, 1868) Whatley & Zhao (Yi-Chun), 1988
- Hemicytheridea chiantaoa Hu & Tao, 2008
- Hemicytheridea crenata (Brady, 1890) Yassini, 1988
- Hemicytheridea crispata Hu, 1977 †
- Hemicytheridea georgeensis Blaszyk, 1987 †
- Hemicytheridea hiltoni Yassini, 1988
- Hemicytheridea hotsuni Hu & Tao, 2008
- Hemicytheridea kinggeorgeensis Blaszyk, 1987 †
- Hemicytheridea mosaica (Hornibrook, 1952) Eagar, 1971
- Hemicytheridea oculosa Hu & Yeh, 1978 †
- Hemicytheridea ornata Mostafawa, 1992
- Hemicytheridea paiki Jain, 1978
- Hemicytheridea reticulata Kingma, 1948 †
- Hemicytheridea sangiranae Mckenzie & Sudijono, 1981 †
- Hemicytheridea truncatula (Brady, 1886) Annapurna, 1981
- Hemicytheridea wangi Zhao (Yi-Chun) & Whatley, 1989
- Hemicytheridea zonata Hu & Yang, 1975 †